# آکومولاتور

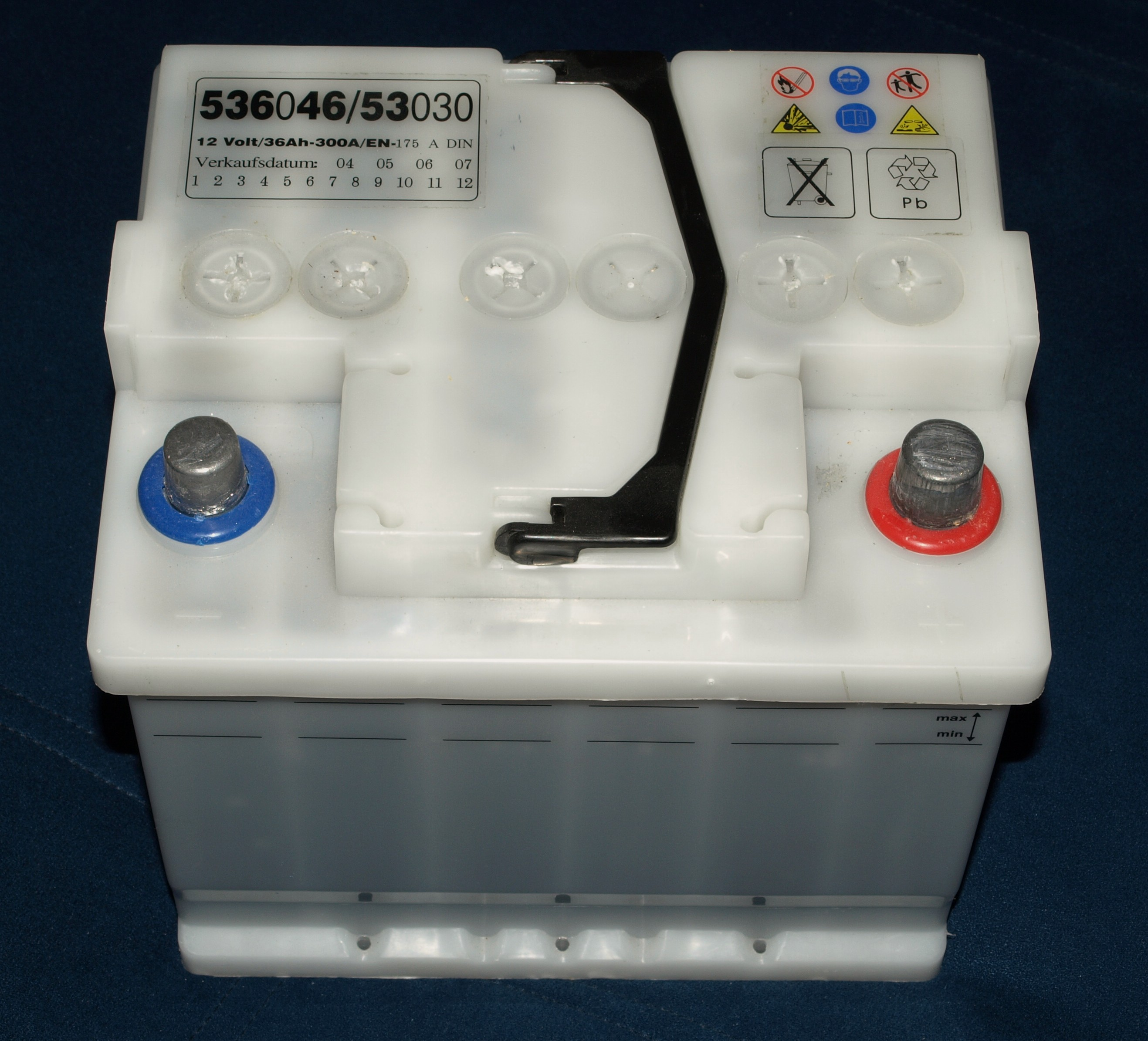
نمایی از باتری استارت خودرو با ساختار فنی (سرب اسیدی، 12 V/36 Ah/300 A)، که گونه‌ای از انواع آکومولاتور است.

آکومولاتور (انگلیسی: Accumulator) یک وسیلهٔ ذخیره انرژی است. دستگاهی که انرژی را می‌پذیرد، انرژی را ذخیره می‌کند و در صورت نیاز انرژی را آزاد می‌کند. برخی از انباشته‌ها انرژی را با نرخ کم (توان کم) در بازه زمانی طولانی می‌پذیرند و انرژی را با نرخ بالا (قدرت بالا) در بازه زمانی کوتاه تحویل می‌دهند. برخی از انباشته‌گرها انرژی را با سرعت بالا در بازه زمانی کوتاه می‌پذیرند و انرژی را با سرعت پایین در بازه زمانی طولانی‌تر تحویل می‌دهند. برخی از انباشته‌ها معمولاً انرژی را با نرخ‌های مشابهی می‌پذیرند و آزاد می‌کنند. دستگاه‌های مختلف می‌توانند انرژی حرارتی، انرژی مکانیکی و انرژی الکتریکی را ذخیره کنند. انرژی معمولاً به همان شکل پذیرفته و تحویل می شود. برخی از دستگاه‌ها شکل متفاوتی از انرژی را نسبت به آنچه دریافت می‌کنند ذخیره می‌کنند و تبدیل انرژی را در مسیر ورودی و خروجی انجام می‌دهند.